# 周巽先
周巽先（1913年—1998年），字逊言，女，江苏丹阳人，中国刺绣艺术家，曾任中国美术家协会理事。